# 34304 Alainagarza
34304 Alainagarza è un asteroide della fascia principale. Scoperto nel 2000, presenta un'orbita caratterizzata da un semiasse maggiore pari a 2,7900841 au e da un'eccentricità di 0,0665784, inclinata di 5,33261° rispetto all'eclittica.